# أبولو 17
كانت رحلة أبولو 17 هي الرحلة 11 التي ذهب فيها الإنسان إلى القمر في إطار برنامج أبولو، وهي لا تزال حتى الآن آخر رحلة فضائية لزيارة القمر. اتسمت هذه البعثة إلى القمر بمحصول وافر من المعلومات العلمية وجمع نحو 110 كيلوجرام من تربة وصخور القمر، ساعدت العلماء في معرفة طبيعة القمر، من حيث نشأته وعلاقة نشأته بالأرض. ورحلة أبولو 17 هذه ضربت عدة أرقام قياسية: فهي أطول تجول على سطح القمر وبلغ 23 كيلومتر، وأضخم استعمال مكثف للعربة القمرية Lunar Rover واستخدامها في الحركة على القمر لجمع العينات ودراسة التضاريس من خلال ثلاثة جولات على سطح القمر، والعودة بأكبر كمية من عينات التربة والصخور القمرية وبلغت نحو 50 كيلوجرام، وكانت أطول مدة بقاء للإنسان على سطح القمر.

## طاقم أبولو 17

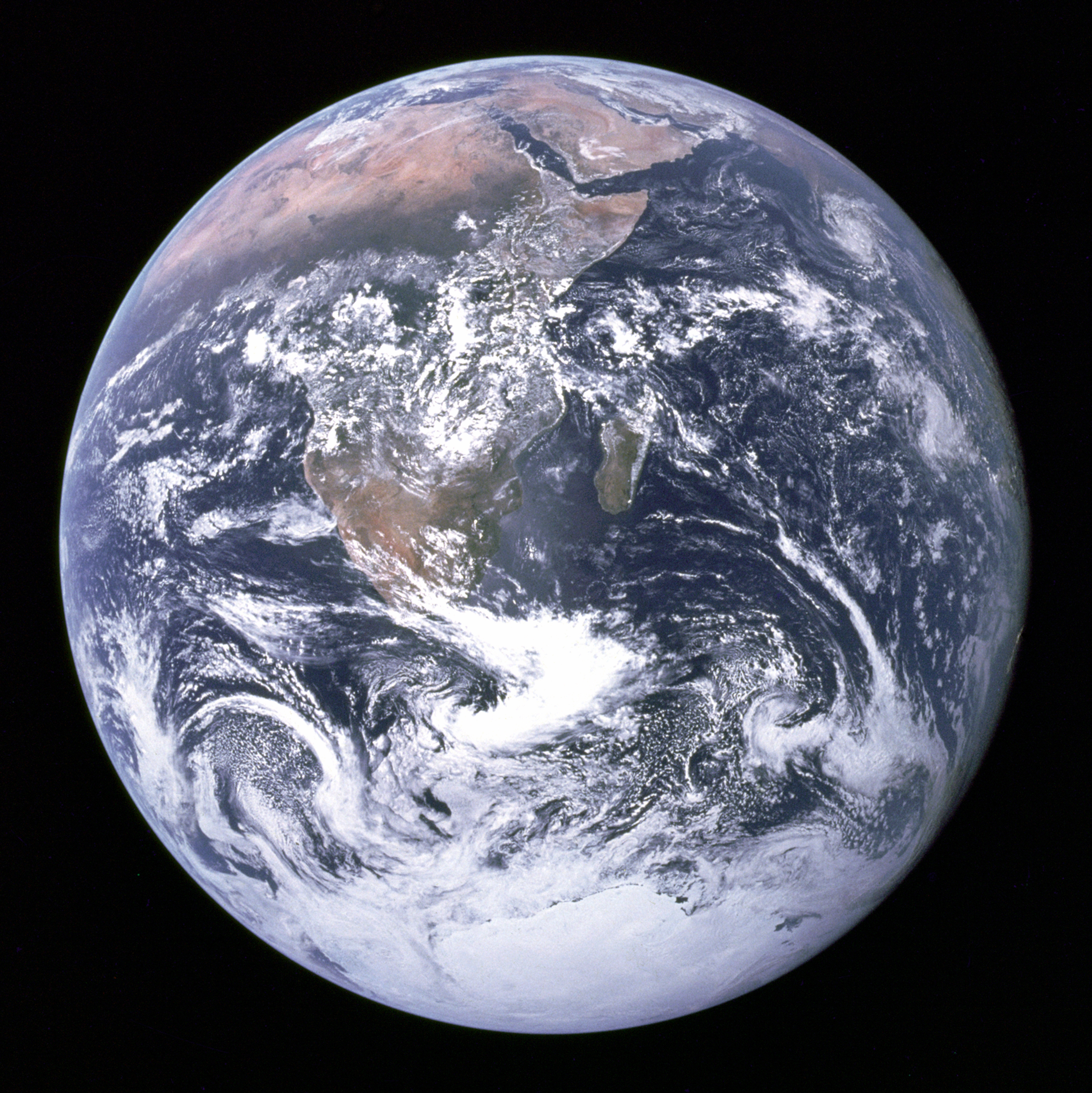
صورة الأرض كما التقطتها مركبة أبولو 17 من الفضاء أثناء الذهاب إلى القمر، وتُعرف بصورة «الكلة الزرقاء».

يوم 13 أغسطس 1971 بعد فترة قصيرة من انتهاء رحلة المركبة أبولو 15 افصحت وكالة ناسا عن أعضاء رحلة أبولو 17. وكان من المفروض طبقا للنظام الذي اتبعته وكالة ناسا لاختيار طواقم الرحلات أبولو أن يقوم الطاقم الاحتياطي لأبولو 14 برحلة أبولو 17. وعلى ذلك كان يوجين سيرنان سيقود طاقم أبولو 17 ورونالد إفانز كقبطان لمركبة الفضاء Command Module المسماة أمريكا كالمعتاد. وبدلا من اشتراك جو انجل عـُين هاريسون شميت، وهو من طاقم أبولو 15 قبطانا للمركبة القمرية المسماة شالينجر. وكان  شميت أحد أعضاء رواد الفضاء العلميين الذين اختارتهم ناسا عام 1965 ولم يكن أحد منهم حتى ذلك الوقت قد اشترك في رحلات أبولو. فأصر العلماء في ناسا على أن يصحب شميت الرحلة الأخيرة لأبولو بدلا من إنجل لإعطاء البحث العلمي فرصة لاستكشاف ودراسة تكوين ونشأة القمر، إذ كان هاريسون شميت جيولوجيا وأجرى أبحاث على الأرض مماثلة في أمريكا والنرويج.

### الفريق الاحتياط
- ستوارت روزا - ربان المركبة الرئيسية
- شارلز ديوك - ربان المركبة القمرية
- جون يونغ - القائد

وهم أعضاء رحلة أبولو 16 بدلا عن أعضاء رحلة أبولو 15 لما تسببوا فيهِ من فضيحة تسمى «فضيحة طوابع البريد» التي استاءت لها ناسا وجرحت سمعتها.

### فريق الدعم
- روبرت باركر من فريق الدعم العلمي.

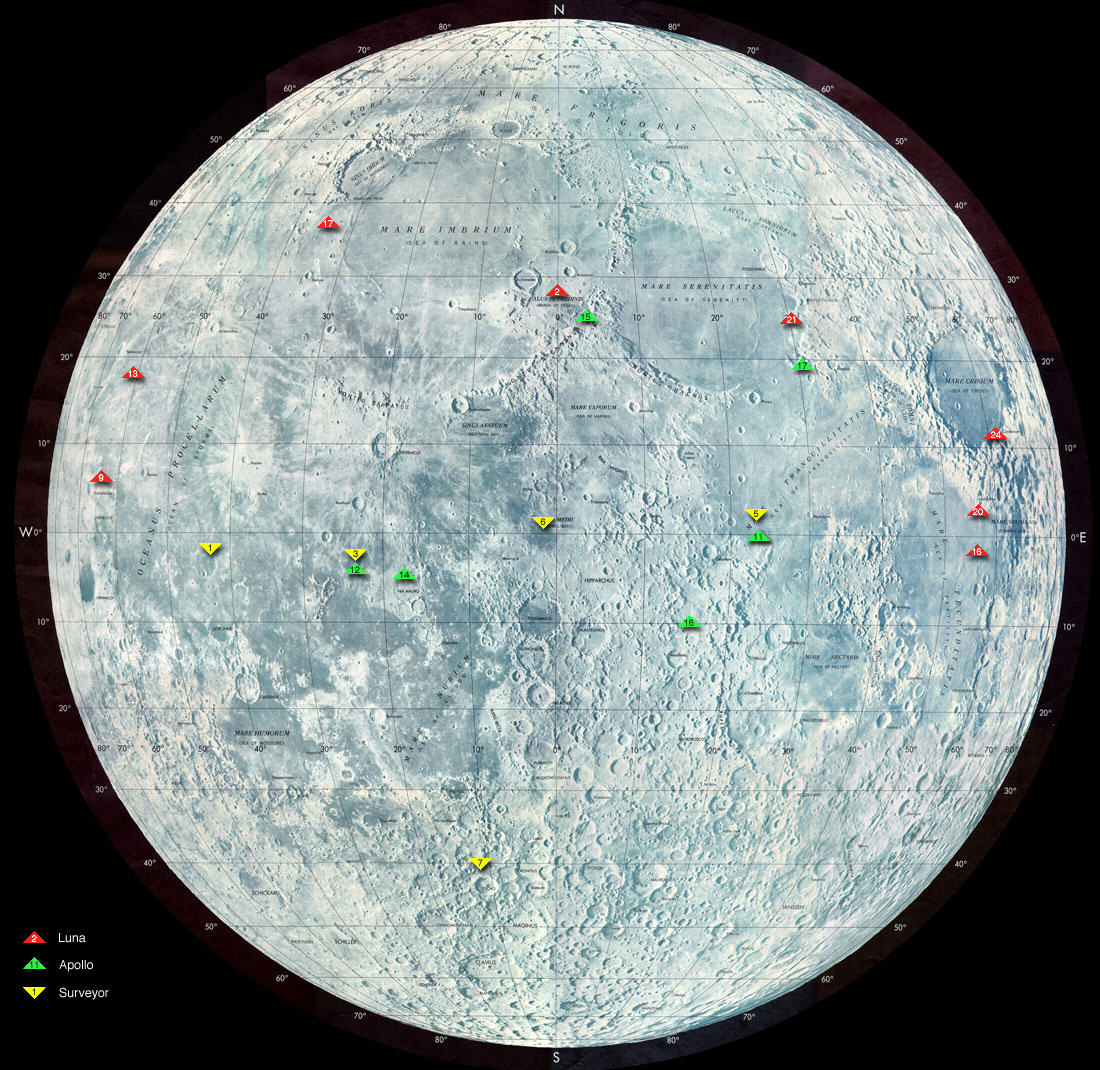
تبين العلامات الخضراء مواقع هبوط بعثات أبولو على القمر.النقطة الخضراء العلوية إلى اليمين موقع أبولو 17.

- جوردن فولرتون رائد فضاء من القوات الجوية الأمريكية.
- روبرت أوفرماير رائد فضاء من القوات الجوية الأمريكية.

## التجهيز للرحلة
وصلت مراحل الصاروخ ساتورن 5 برقم AS-512 بين أكتوبر 1970 ويونيو 1971 إلى مركز كنيدي للفضاء قادمة من مصانعها. وأما مركبة الفضاء Commando Module CSM-114 المسماة أمريكا، كما وصلت في عام 1972 المركبة القمرية Lunar Module LM-12 المسماة شالينجر.
وفي 28 أغسطس من عام 1972 نقل ساتورن 5 على الزاحفة الفولاذية العملاقة كراولر  Crowler إلى منصة الإطلاق 39-A.
واختير فريق الاتصال المباشر من قبل مركز القيادة الفضائي Capcom مع رواد الفضاء أثناء الرحلة ثلاثة من رواد الفضاء ذوي الخبرة يونج  وديوك  وروزا من الفريق الاحتياطي، وباركر وفولرتون وأوفر ماير من فريق الدعم. كذلك اختير ألان شيبارد من أبولو 14 وكين ماتينجلي من أبولو 16 وجوزيف ألان وهو من فريق الدعم العلمي، وكان قد أجرى وصلة اتصال من قبل مركز القيادة الفضائي مع رحلة أبولو 15.

## الرحلة

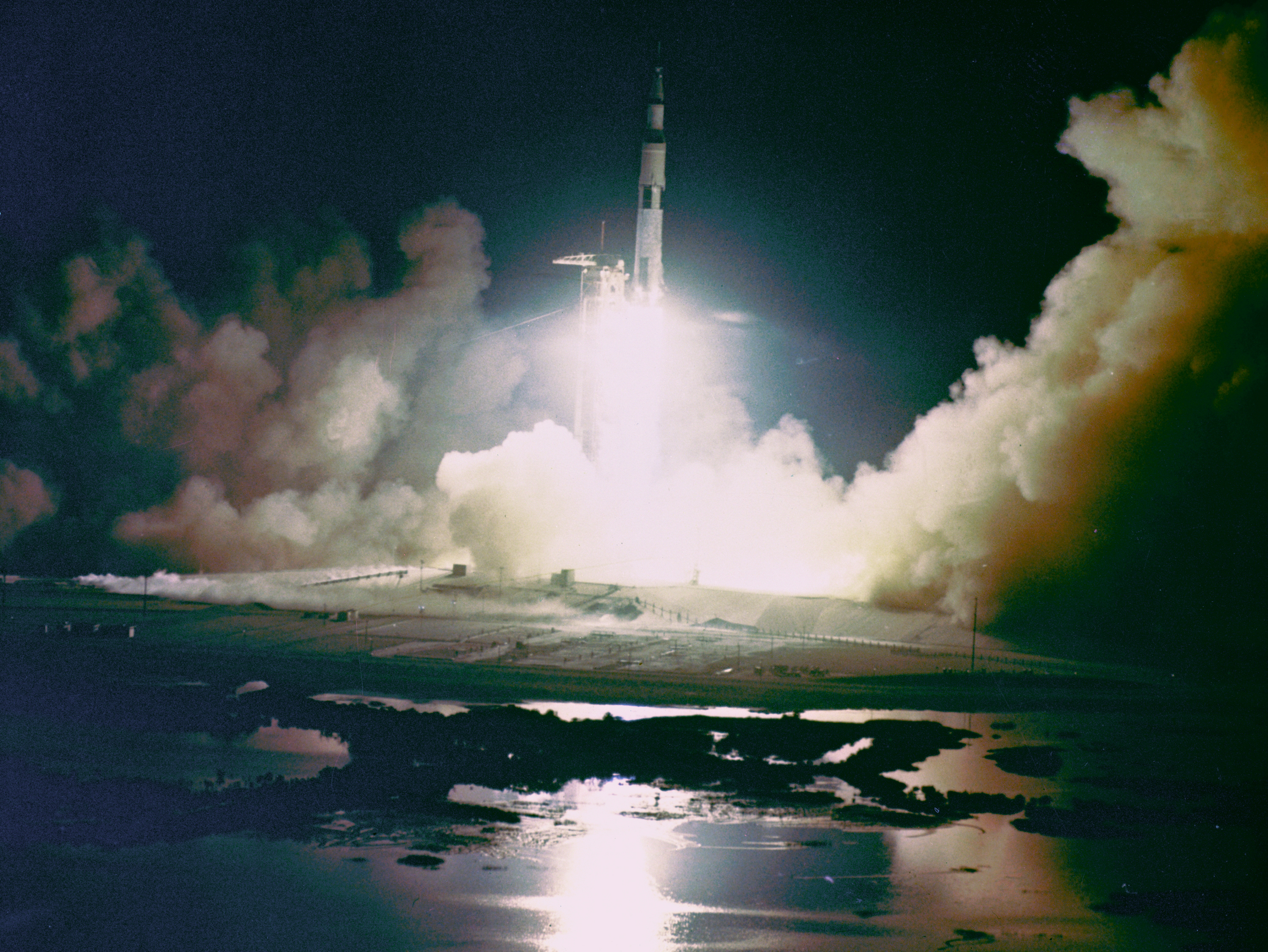
انطلاق أبولو 17 ليلة 7 ديسمبر 1972.

### الانطلاق من مركز كينيدي للفضاء
في يوم 7 ديسمبر 1972 في تمام الساعة 5:33 حسب التوقيت العالمي المنسق UTC انطلق الصاروخ ساتورن 5 حاملاً معهُ رواد الفضاء يوجين سيرنان ورونالد إفانز وهاريسون شميت. وحسب الخطة كان من المفروض أن يكون انطلاق ساتورن 5 برحلة أبولو 17 الساعة 2:53 UTC إلا أن العد التنازلى توقف لمدة 30 ثانية قبل الانطلاق بسبب ظهور عطل في الحاسوب. وقد كان على الحاسوب أن يرفع الضغط داخل خزان الوقود السائل الخاص بالمرحلة الثالثة للصاروخ. وقد أدى ذلك إلى تأخر عملية الإطلاق لمدة ساعتين ونصف لإصلاح التلف. بعد ذلك انطلق ساتورن 5 في رحلتهِ إلى القمر، وتعتبر تلك هي المرة الأولى التي يتأخر فيها الإطلاق خلال رحلات برنامج أبولو.

### العبور إلى القمر
أثناء رحلة ساتورن 5 إلى القمر التقط رواد الفضاء صورة شهيرة للأرض وهي تعرف بالجوهرة الزرقاء The Blue Marble، وتظهر فيها القارة الأفريقية بأكملها تقريبا والقارة القطبية الجنوبية Antarctica. ولقد التقطت الرحلات السابقة إلى القمر صورا التقطت بعد اتخاذ أبولو مدارا حول القمر، وهي بذلك تبين صورا للأرض في مناطقها الغربية.

### الهبوط على القمر

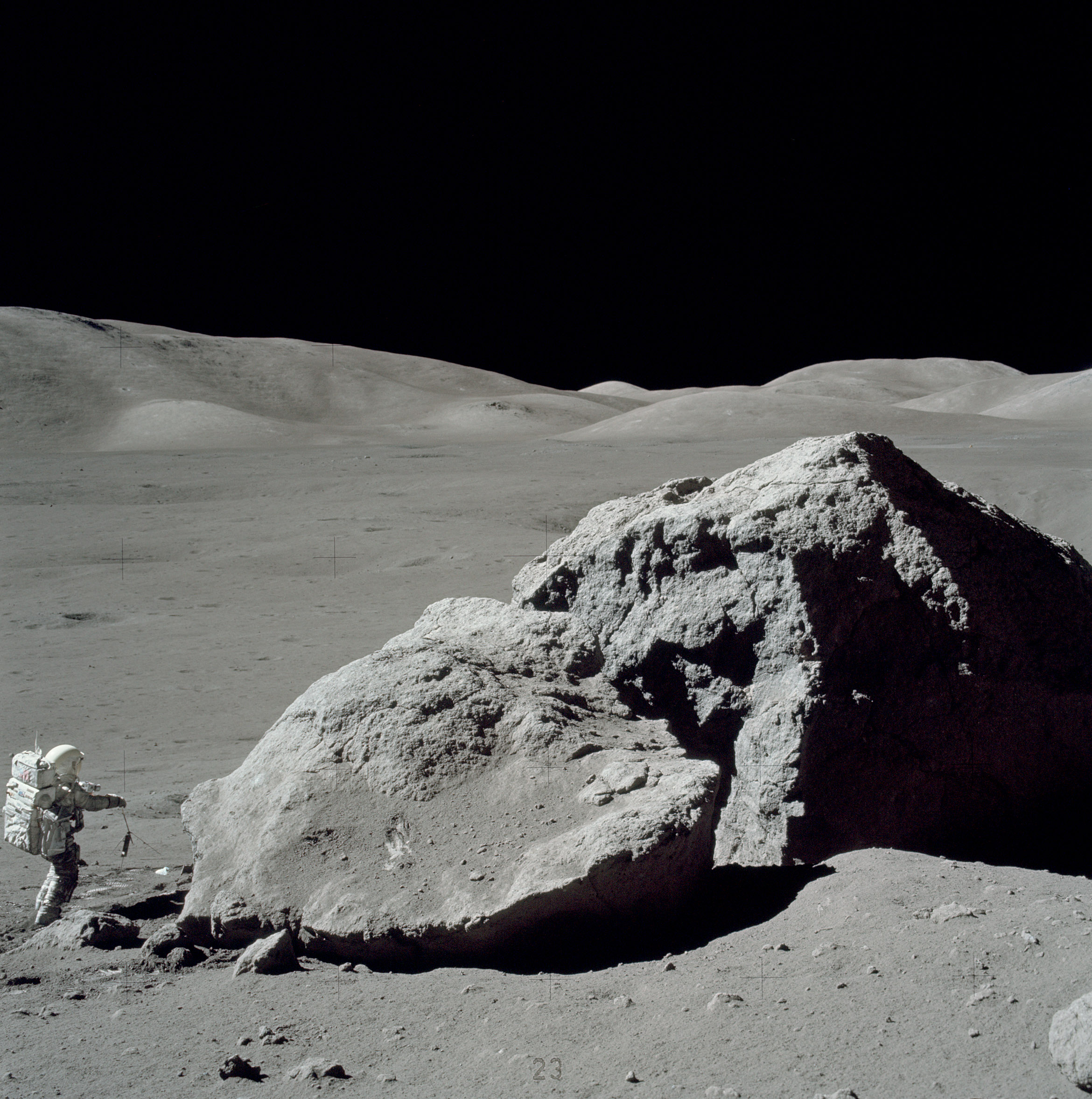
الجيولوجي شميت يأخذ عينة من صخرة ضخمة على القمر.

اختيرت الحافة الجنوبية الشرقية من بحر سيرينيتاتيس على القمر كمكان مميز لهبوط المركبة القمرية Lunar Module وهذا المكان قريب من مونتس تاوروس من جهة الجنوب الغربي. وهي تمثل بقعة ذات لون قاتم تقع بين ثلاثة جبال عالية، وتكوينات صخرية منحدرة في منطقة تسمى تاوروس-ليترو. وقد أظهرت الرحلات السابقة صورا دقيقة لتلك المنطقة بعينها وتبين وجود صخور مجاورة لتلك الجبال، وأراد العلماء المختصون في وكالة ناسا أخذ عينات منها يمكن أن تفصح عن التكوين الجيولوجي لتلك الجبال القمرية. في نفس الوقت تظهر في تلك المنطقة انزلاقات سطحية، وعدة فوهات ناشئة عن اصطدام الشهب الكبيرة بالسطح، وعلاوة على ذلك توجد فوهات غامقة اللون يُعتقد أنها بركانية. وقد ساعد على تحديد ذلك المكان العالم المصري فاروق الباز الذي كان يعمل بالولايات المتحدة الأمريكية واستدعته وكالة ناسا كخبير جيولوجي حيث كان على دراية مفصلة بتضاريس القمر لاختيار مواقع الهبوط لبعثات القمر خلال برنامج أبولو.

### العربة القمرية

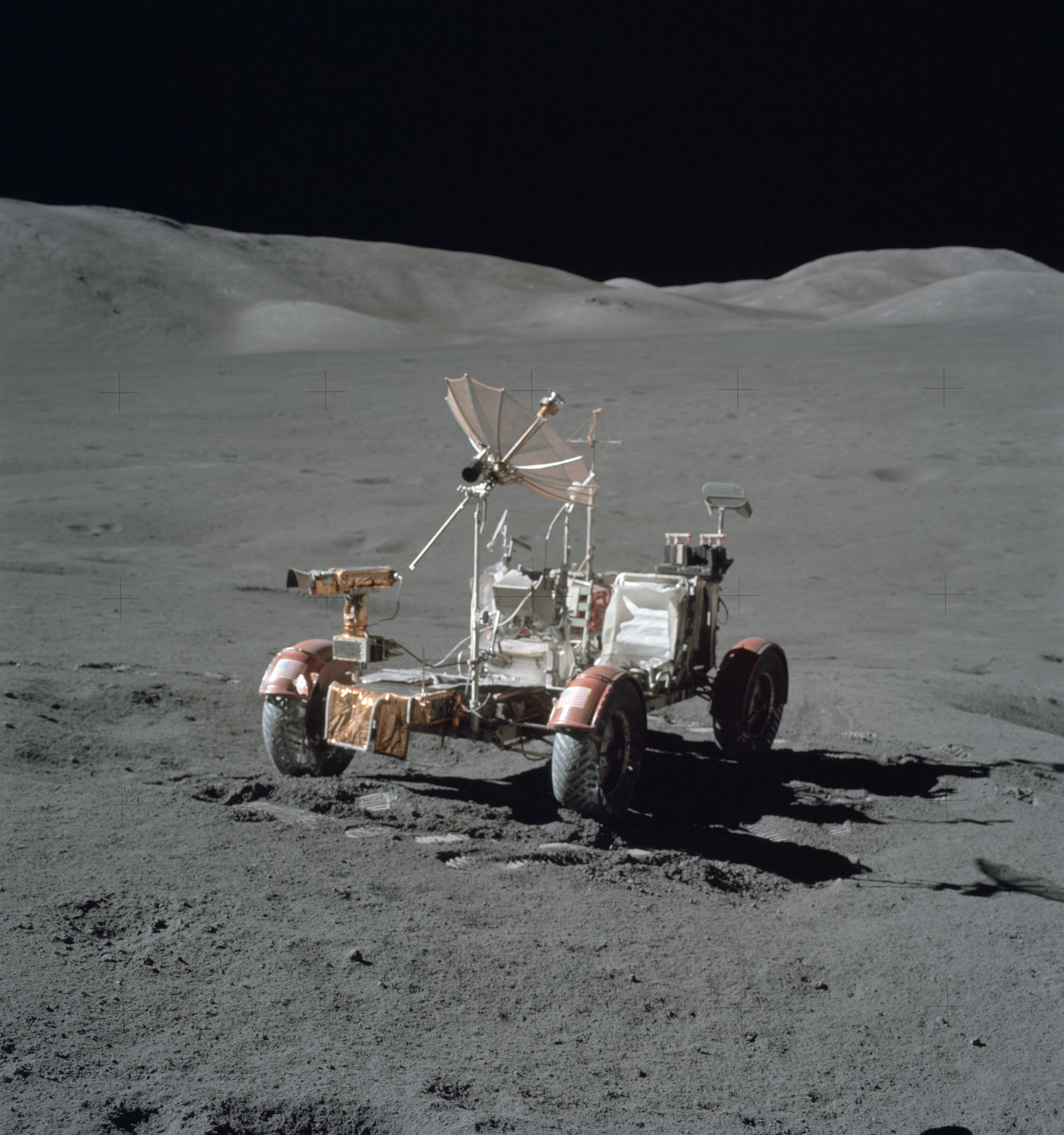
العربة القمرية لأبولو 17، ولا تزال العربة على القمر حتى الآن.

تعتبر رحلة المركبة أبولو 17 من الرحلات القمرية من التصنيف J-class ومعنى ذلك أن تكون في صحبة رواد الفضاء عربة قمرية Lunar Rover تساعدهم على التحرك بحرية أكبر على سطح القمر وتكون عونا لهم في حمل الأجهزة الثقيلة والعينات، وكذلك قطع مسافات أطول مما يستطيع رواد الفضاء انجازه مشياً على الأقدام. وقد استطاعت تلك البعثة انجاز ثلاثة مهمات استكشافية على سطح القمر استغرقت 7.2 و7.6 و7.3 ساعات، كما أحضرت بعثة أبولو 17 كمية من العينات القمرية تبلغ 110.5 كيلوجرام.
جمع شميث وسيرنان نحو 50 كيلوجرام من عينات التربة وصخور القمر خلال ثلاثة جولات استكشافية، قطعا فيها مسافة 34 كيلومتر في منطقة وادي تاوروس-ليترو بعربتهم القمرية، واكتشفوا تربة برتقالية اللون. في نفس الوقت أنشأت تلك البعثة أجهزة علمية كبيرة على سطح القمر لكي تبقى هناك وتسمح معلوماتها بفهم تاريخ وتكوين هذا الكوكب. وكانت رحلة أبولو 17 هي آخر رحلة للإنسان إلى القمر، وكانت الرحلة استثمارا لنتائج الرحلات الأربعة الأخيرة لأبولو والرحلات الثلاث لسكايلاب Skylab، وكذلك بعثة التجارب العلمية ASTP التي اجريت عام 1975.

### العودة
يعتبر سيرنان أخر إنسان يمشي على القمر حتى الآن. وترك سيرنان وشميت لوحة مثبتة على سلم مركبة الهبوط شالينجر كتب عليها: «الآن وقد أجرى الإنسان أول استكشاف للقمر. ديسمبر 1972 ب.م. عسى أن تنعكس روح السلم التي أتينا بها إلى هنا على جميع الناس في العالم.» وتبين اللوحة صورتين لوجهي الكرة الأرضية ووجه القمر المرئي من الأرض، بالإضافة إلى توقيع كل من سيرنان ن وأيفانز، شميت، وتوقيع الرئيس نيكسون.

### الهبوط في المحيط الهادي
هبطت المركبة أبولو 17 مثل بقية الرحلات السابقة أبولو 10 وأبولو 12 وأبولو 13 وأبولو 14 في المحيط الهادي بالقرب من من جزيرة سموا. والتقطتهم إحدي مروحيات البحرية الأمريكية واوصلتهم إلى السفينة الحربية تيكونديروجا USS Ticonderoga، ومنها إلى مطار تافونا على جزيرة سموا حيث استقبلوا استقبالا حافلا. بعد ذلك نقلتهم طائرة خاصة وأوصلتهم إلى هونولولو ومنها إلى هيوستن. وقد أخذ سيرنان معهُ راية تشيكوسلوفاكيا إلى القمر حيث أصل أجداده كانوا من تشيكوسلوفاكيا، وبعد عودتهِ أهدى تلك الراية إلى المعهد الفلكي في مدينة أوندريوف التابعة حاليا لجمهورية تشيك.

### مقالات ذات صلة
- أبولو 11
- أبولو
- تشانغ إي-3
- أبولو 10
- أبولو 8
- نيل أرمسترونج
- بز ألدرن
- مايكل كولينز[ ؟ ]
- فاروق الباز
- جون يونغ
- شارلز ديوك
- ديفيد سكوت
- قائمة رواد فضاء أبولو
- قائمة بعثات أبولو

### وصلات خارجية
- أبولو 17 - في Encyclopedia Astronautica
- أبولو 17 - خواطر حول أبولو فيديو
- أبولو 17 - علم وتجارب
- موقع الهبوط أبولو عبر جوجل مون
- سبتمبر 1973 مقالة ناشيونال جيوغرافيك
- أبولو 17 بث تلفزي - فيديو من ApolloTV.net

### هوامش ومراجع
1. 1 2 3  Jonathan McDowell, Jonathan's Space Report (بالإنجليزية), QID:Q6272367
2. ↑  Portfolio from Apollo - TIME نسخة محفوظة 17 أغسطس 2013 على موقع واي باك مشين.